# Кетрін Гарді
Кетрін Гарді Лавендер (англ. Catherine Hardy Lavender; нар. 8 лютого 1930 — пом. 8 вересня 2017) — американська легкоатлетка, яка спеціалізувалася в бігу на короткі дистанції.

## Із життєпису
Олімпійська чемпіонка в естафеті 4×100 метрів (1952).
Чемпіонка США у бігу на 100 та 200 метрів (1952).
Переможниця Олімпійських відбіркових змагань США у бігу на 200 метрів (1952).
Ексрекордсменка світу в естафетах 4×100 метрів та 4×220 ярдів.
По завершенні спортивної кар'єри працювала вчителем.

## Основні міжнародні виступи
| Рік  | Змагання         | Місто     | Місце            | Дисципліна | Примітки |
| ---- | ---------------- | --------- | ---------------- | ---------- | -------- |
| 1952 | Олімпійські ігри | Гельсінкі | 4чф4             | 100 м      |          |
| 1952 | 2пф4             | 200 м     |                  |            |          |
| 1952 | 1                | 4×100 м   | Відео на YouTube |            |          |